# ショッピングモールASTA

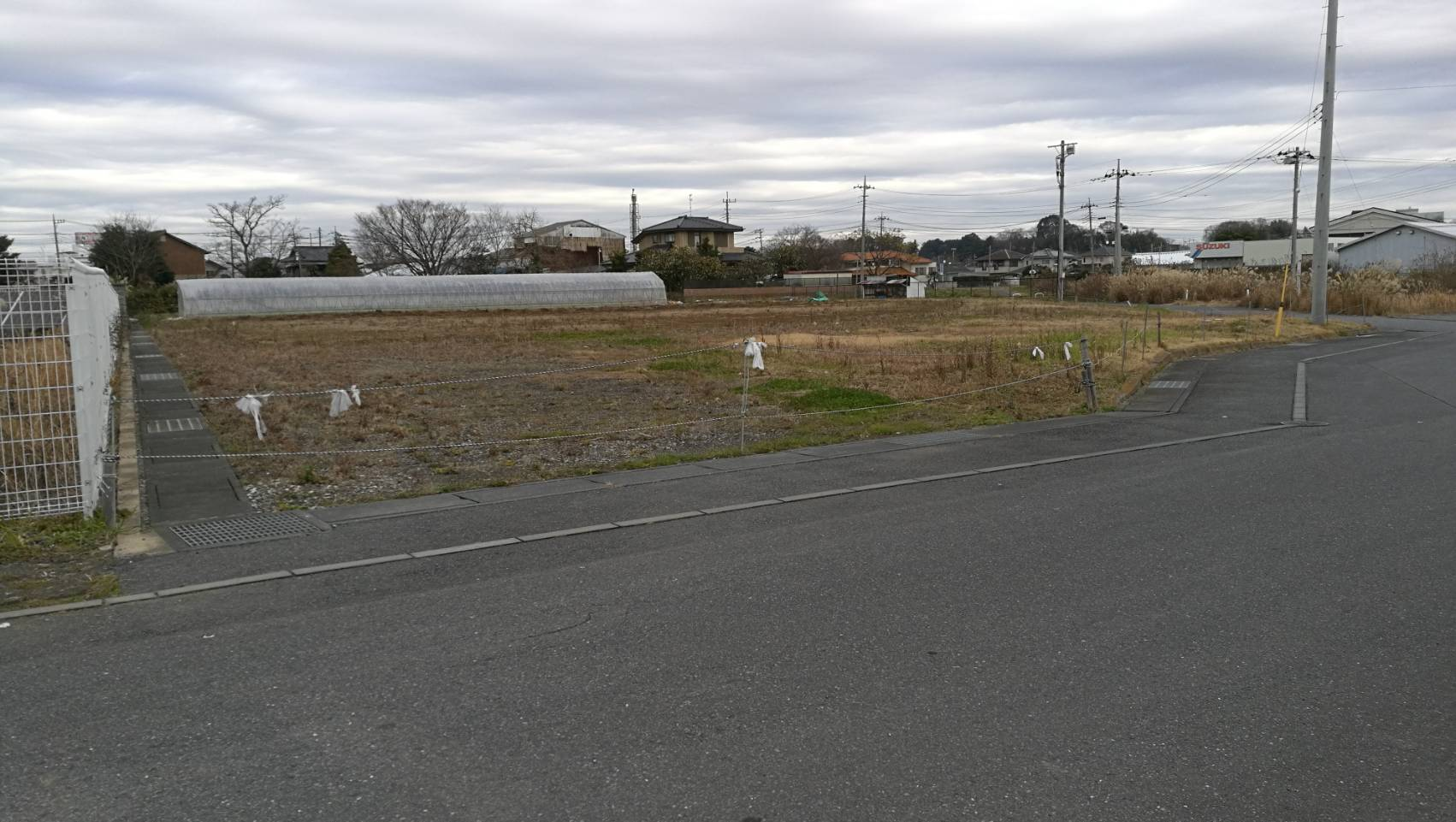
かつて「ドラッグてらしま」が存在した敷地。（2019年12月23日時点）

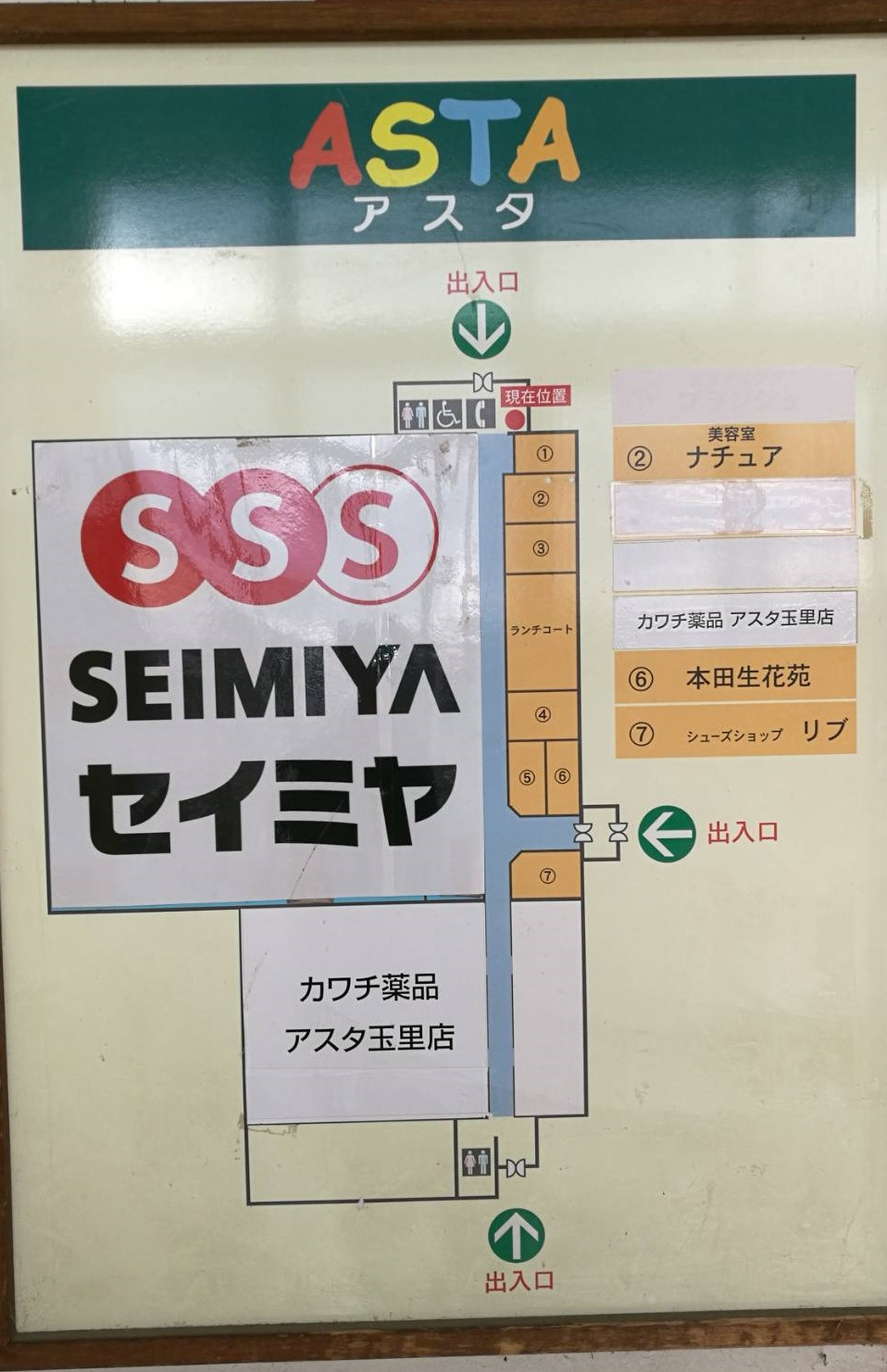
フロアガイド（2019年12月23日時点）

ショッピングモールASTA（ショッピングモールアスタ）は、茨城県小美玉市川中子に所在するショッピングセンター。

## 概要
かしてつバス小川駅バス停より徒歩5分ほどの場所、国道355号沿いに立地している。
スーパーマーケットの「セイミヤ」を中核に、ドラッグストアの「カワチ薬品」、シューズショップなどの店舗で構成されている。本館西側には郵便ポストと自動販売機、セイミヤのリサイクルステーションが設置されている。
かつては本館北側に別棟で「ドラッグてらしま」が存在したが、現在は建物が解体され更地となっている。
フードコートにはかつてファーストフード店の「マクドナルド」、定食屋の「黒兵衛」が存在したが両店舗とも閉店し、現在はセイミヤのイートインスペースとして利用されている。
西口、南口から館内に入る事ができる。北口も存在するが館内へと繋がっている通路は封鎖されている。

## 沿革
- 1998年（平成10年）11月 - 開業[2]。
- 2002年（平成14年） - 高喜小川玉里店が経営破綻により閉店。
- 2010年（平成22年）7月31日 - マクドナルド玉里ショッピングセンター店が閉店[3]。
- 2016年（平成28年）10月27日 - 「高喜」の跡地にカワチ薬品アスタ玉里店が開店[4]。
- 2018年（平成30年）
  - 11月5日 - セイミヤが改装により休業。
  - 11月25日 - セイミヤが「SSS セイミヤ」として再オープン。

- 2019年（令和元年）
  - 2月16日 - 「ジュエルカフェ ショッピングモールアスタ店」オープン。茨城県石岡市の「イオン石岡店」の閉店により、同店舗に存在していた「ジュエルカフェ イオン石岡店」が移店した[5]。
  - 10月 - 「クリーニング ブランシュアスタ店」閉店。跡地はカプセルトイのコーナーになっている。

## 主なテナント
- セイミヤ アスタ玉里店
- カワチ薬品
- ジュエルカフェ
- シューズショップリブ
- 美容院ナチュア
- 本田生花苑

### 過去に存在したテナント
- 高喜
- マクドナルド
- ドラッグてらしま
- メガネストアー
- パシオス
- ブランシュ（クリーニング）
- 茶屋黒兵衛
- 1000円カット
- SNAPS!

## 交通アクセス
以前は最寄り駅として「鹿島鉄道線常陸小川駅」が存在したが、2007年（平成19年）4月1日の鹿島鉄道線の廃線により、最寄り駅は茨城県石岡市の「JR常磐線高浜駅」となった。

### バス
- 川中子入口バス停下車 徒歩2分
- かしてつバス小川駅バス停下車 徒歩5分

### 自動車
- 国道355号 田木谷交差点から南へ500m

## 周辺施設
- 小美玉市役所 玉里総合支所

- 小美玉医療センター
- 小川南病院
- 茨城空港